# Friedrich Carl von Loe
Friedrich Carl von Loe (auch Friedrich Carl von Loë, * 22. Juli 1786 in Eichstätt; † 30. Juli 1838 in München) war ein Mediziner und 2. Leibarzt des bayerischen Königs Max I. Joseph.

## Leben
Friedrich Carl von Loe war der Sohn eines fürstbischöflichen Beamten zu Eichstätt und studierte an der Universität in Landshut Medizin. 1809 wurde er in Landshut promoviert. Anschließend wirkte er als Arzt in München.
1816 wurde er 2. Leibarzt des bayerischen Königs, 1817 Obermedizinalrat und 1824 Direktor der klinisch-praktischen Lehranstalt. Er unterrichtete über Kinderkrankheiten und psychische Krankheiten. Mit der Verlegung der Universität von Landshut nach München wurde Loe ordentlicher Professor und 1830 dann auch Leiter der 1. medizinischen Abteilung des Allgemeinen Krankenhauses.
Friedrich Carl von Loe veröffentlichte zahlreiche lyrische Gedichte in der Zeitschrift für Wissenschaft und Kunst.
Am 15. März 1817 wurde Friedrich Carl von Loe mit dem akademischen Beinamen Aesculapus Euergetes unter der Matrikel-Nr. 1069 zum Mitglied der Leopoldina gewählt.
Die Bayerische Akademie der Wissenschaften ernannte den Arzt 1824 zu ihrem ordentlichen Mitglied.
Friedrich Carl von Loe war mit Auguste von Hartz (* 11. September 1793, † 5. Mai 1821), der ältesten Tochter des Mediziners Bernhard Joseph von Hartz verheiratet.